# 非臨床試験
医薬品開発では、非臨床試験 (ひりんしょうしけん、英: nonclinical studies) は、前臨床試験 (英: preclinical studies) や前臨床開発 (英: preclinical development) とも呼ばれ、臨床試験 (ヒトでの試験、治験) を開始する前に行われる研究段階である。この間では重要な、実現可能性、薬物動態（ADME）、薬効・薬理、薬物安全性（毒性試験）などのデータが収集され、典型的には実験動物を用いて行われる。
非臨床試験の主な目的は、ヒトでの最初の試験のための安全な開始用量を決定し、製品の潜在的な毒性を評価することである。これには通常、新しい医療機器、処方薬、診断薬が含まれる。
以前は前臨床試験と呼ばれていたが、臨床試験の開始後にも行われるため、非臨床試験と呼ばれることが多い。

## 非臨床試験の種類
製品の各クラスは、異なる種類の非臨床試験を受けることがある。
- 薬物 - 薬物は薬力学 (薬物が体内で何をするか)  (PD)、薬物動態学 (薬物が体内で何をするか) (PK)、ADME、および毒性試験を受ける可能性がある。これらのデータを基に、研究者は、ヒトでの臨床試験のために薬剤の安全な開始用量をアロメトリーで推定することができる。
- 医療機器 - 薬物が添付されていない医療機器では、これらの追加試験を受けず、装置とその構成要素の安全性を確認するために、優良試験所規範 (GLP、Good Laboratory Practice) 試験に直接進む場合がある。医療機器の中には、生体適合性試験も実施される。これは機器の構成要素または構成要素すべてが生体モデルで持続可能かどうかを示すのに役立つ。

ほとんどの非臨床試験は、米国食品医薬品局などの規制当局に提出するために、ICHガイドラインのGLPを遵守しなければならない。
通常、in vitro試験とin vivo試験の両方が実施される。薬物毒性の研究には、どの臓器がその薬物の標的となるかや、長期的な発がん性や毒性の影響があるかどうかが含まれる。

## 動物試験
これらの試験で収集された情報は、安全なヒトによる試験を開始するために不可欠である。通常、医薬品開発研究では、動物実験には2つの種が使用される。最も一般的に使用されるモデルはマウスとイヌで、霊長類やブタも使用されている。

### 種の選択
種の選択は、ヒト試験との相関性が最も高いものを選択することに基づいている。腸管、酵素活性、循環系、またはその他の考慮事項の違いにより、剤形、活性部位、または有害代謝物質に基づいて、特定のモデルがより適切なものとなる。例えば、イヌは雑食動物に比べて肉食動物の特徴的な腸が未発達であり、胃内容排出率が高くなるため、固形経口剤形の適切なモデルではないかもしれない。また、げっ歯類は、腸内細菌叢の変化により重大な副作用が生じるため、抗生物質のモデルとすることはできない。薬物の官能基に応じて、種間で類似または異なる方法で代謝されることがあり、これは有効性と毒性の両方に影響を与える。
医療機器の研究でも、この基本的な前提条件が用いられている。ほとんどの研究はイヌ、ブタ、ヒツジなどの大型種を用いて行われ、ヒトと同じような大きさのモデルで試験を行うことができる。さらに、特定の臓器や臓器系の生理学的な類似性のために使用される種もある。たとえば、皮膚や冠動脈ステント研究のためのブタ、乳腺インプラントの研究のためのヤギ、胃や癌の研究のためのイヌなどである。
重要なことは、米国FDA、欧州EMA、およびその他同様の国際的および地域当局の規制ガイドラインでは、通常、ヒト試験の承認の前に、非げっ歯類1種を含む少なくとも2種の哺乳類種での安全性試験が義務づけられている。

### 倫理問題
研究開発型の製薬業界では、動物実験は、倫理的な理由とコスト的な理由の両方から近年減少している。しかし、多様な製品開発に必要な解剖学的・生理学的な類似性の必要性から、ほとんどの研究では動物を用いた試験が行われることに変わりはない。

### 法令・ガイドライン
動物実験の最大の利用分野は、医薬品・医療機器、飼料添加物、農薬、化学物質、動物用医薬品等の効果や毒性を明らかにする非臨床試験である。これらの実験は関連省庁の法令により実施および方法が示されており、医薬品・医療機器では厚生労働省の薬機法、農薬では農林水産省の農薬取締法、化学物質では経済産業省の化審法（一部、厚生労働省の労働安全衛生法）など所轄官庁からそれぞれ実施規範 (GLP、Good Laboratory Practice）が公布されている。

## 無有害作用量
非臨床試験に基づき、医薬品の無有害作用量 (NOAEL) が設定され、これを基に、患者集団ごと・有効成分 (API) ごとの第1相臨床試験の投与量レベルを決定する。一般的には、種間 (1/10) と個体間 (1/10) 違いを考慮して、1/100の不確実性因子または「安全性マージン」が含まれている。

## 医薬品の安全性試験
最も代表的な医薬品の安全性試験を例に取ると、単回投与毒性試験、反復投与毒性試験、生殖発生毒性試験、がん原性試験、抗原性試験、感作性試験、局所刺激性試験、遺伝毒性試験など多岐に渡り、動物種ではマウス、ラット、ハムスター、モルモット、ウサギ、イヌなどが使用されている。なお、遺伝毒性試験（以前は変異原性試験と呼称）では大腸菌や各種培養細胞を用いている。上記の各試験はガイドラインに準拠し試験計画書（Protocol）を作成し、標準操作手順書SOP(Standard Operating Procedure)に従い実施され、実施内容は信頼性保証部門QAU（Quality Assurance Unit）により監査される。
医薬品の開発・製造は化合物の探索から始まり、その後、非臨床試験（GLP）、臨床試験・治験（GCP）を経て、承認申請後の製造（GMP）、品質管理（GQP）、出荷・卸販売（GVP）と進み、更には再審査・再評価（GPSP）と各種基準がある。非臨床試験はそのプロセスの一部である。

## 参照項目
- 創薬
- 医薬品開発
- 前臨床イメージング（英語版）
- 臨床試験のフェーズ（英語版）